# Anita Blasberg
Anita Blasberg (geboren 1977 in Düsseldorf) ist eine deutsche Journalistin und Sachbuchessay-Autorin.

## Leben
Anita Blasberg studierte Sozialwissenschaften, Politik, Psychologie und Germanistik in Düsseldorf. Nach dem Besuch der Hamburger Henri-Nannen-Journalistenschule trat sie 2009 in die Wochenzeitung Die Zeit ein. Nach mehreren Jahren im Ressort „Dossier“ und bei „Zeit Online“ entwickelte sie dort gemeinsam mit Dorothée Stöbener ein neues Ressort „Entdecken“. Seit dem August 2022 arbeitet sie als Redakteurin für das Zeit-Magazin.
Anita Blasberg hat zwei Kinder und lebt mit ihrer Familie nahe Hamburg. 

## Auszeichnungen
Anita Blasberg wurde mit dem Deutschen Sozialpreis (2011) und (zusammen mit ihrer Zeit-Kollegin Kerstin Kohlenberg) dem Deutschen Reporterpreis (2013) ausgezeichnet. Für ihre Fernsehreportage im Auftrag des ZDF, Die Weggeworfenen, erhielt sie u. a. den Civis – Europas Medienpreis für Integration sowie den Prix Italia.
Weitere
- 2008: Erich-Klabunde-Preis für sozial engagierten Journalismus
- 2008: (zusammen mit ihrem Bruder Marian) Otto-Brenner-Preis für kritischen Journalismus mit der Reportage Abschiebeflug FHE 6842
- 2009: Robert-Geisendörfer-Preis: Die Weggeworfenen. Geschichte einer Abschiebung, Anita Blasberg, Marian Blasberg, Lutz Ackermann (Autoren und Regie), ZDF (Innenpolitik)
- 2009: Axel-Springer-Preis für junge Journalisten in der Kategorie Fernsehen (ZDF)
- 2010: Medienpreis des Deutschen Bundestages, Anita und Marian Blasberg: Dossier Der Dicke und die Demokraten.[5] Meldung in Die Zeit vom 30. September 2010
- 2013: Anita Blasberg und Kerstin Kohlenberg wurden mit dem Sonderpreis Umweltjournalismus der Gregor Louisoder Umweltstiftung für ihren Artikel Die Klimakrieger in der ZEIT vom 28. November 2012 ausgezeichnet.

## Schriften
- Der Verlust. Warum nicht nur meiner Mutter das Vertrauen in unser Land abhandenkam. Rowohlt, Hamburg 2022, ISBN 978-3-498-00259-6.[6]